# La Roquette-sur-Siagne
La Roquette-sur-Siagne település Franciaországban, Alpes-Maritimes megyében. Lakosainak száma 5552 fő (2022. január 1.). La Roquette-sur-Siagne Cannes, Mandelieu-la-Napoule, Mouans-Sartoux, Mougins és Pégomas községekkel határos.

## Népesség
A település népességének változása:
| Lakosok száma | 1670 | 2554 | 3642 | 4865 | 5381 | 5435 | 5390 | 5385 | 5413 | 5552 |
|               | 1968 | 1982 | 1990 | 2006 | 2013 | 2015 | 2017 | 2019 | 2020 | 2022 |